# Бутков Василь Васильович
Васи́ль Васи́льович Бутко́в (29 грудня 1900 (11 січня 1901), Велика Іменна — 24 червня 1981, Москва) — радянський військовик, генерал-полковник танкових військ. Герой Радянського Союзу (1945).

## Біографія
Народився 11 січня 1901 року (29 грудня 1900 року за старим стилем) в селі Велика Іменна (тепер — у приміській зоні міста Нижня Тура Свердловської області) в родині робітника.

### Громадянська війна в Росії
Учасник Громадянської війни в Росії з червня 1918 року. Воював у складі червоногвардійського і партизанського загонів проти білогвардійців та білочехів на Уралі. В липні 1918 року поранений, перебував на лікуванні в Костромі.
З жовтня 1918 року — червоноармієць, командир відділення, помічник командира взводу 266-го стрілецького робочого полку імені І. І. Малишева. Воював на Східному фронті проти військ адмірала О. В. Колчака, потім — на Південному фронті проти військ барона П. М. Врангеля.
У листопаді 1920 року був поранений, лікувався у шпиталі.
У січні-травні 1921 року в складі 266-го стрілецького полку брав участь в боях проти повстанської армії Н. І. Махна в Україні.
З травня 1921 року — на лікуванні в шпиталі Харкова. З липня 1921 року — в Казанському запасному полку.

### Міжвоєнний період
З липня 1921 року навчався на 16-х командних артилерійських курсах в Нижньому Новгороді. У квітні 1922 року переведений до об'єднаної військової школи імені ВЦВК у Москві.
Після закінчення школи у 1926 році командував взводом полкової школи молодшого комскладу 32-го артилерійського полку 32-ї стрілецької дивізії.
У серпні 1928 року закінчив військово-політичні курси імені Ф. Енгельса в Ленінграді й призначений до 8-го артилерійського полку Московського ВО. Почергово займав посади політрука батареї, відповідального секретаря партбюро полку, командир і політрук батареї, т.в.о. командира дивізіону, командир і політрук навчальної батареї.
З травня 1932 року — керівник-інструктор навчального артилерійського центру з перепідготовки керівного складу запасу (м. Дорогобуж).
З квітня 1933 по травень 1934 років — помічник командира навчального дивізіону 11-го корпусного артилерійського полку.
У 1937 році закінчив Військову академію РСЧА імені М. В. Фрунзе й призначений начальником штабу 13-ї механізованої бригади Московського ВО.
З червня 1940 по травень 1941 року — начальник штабу 17-ї танкової дивізії Забайкальського ВО.

### Радянсько-німецька війна
Початок німецько-радянської війни зустрів на посаді начальника штабу 5-го механізованого корпусу в Забайкальському ВО.
У серпні 1941 — квітні 1942 років — начальник штабу Головного бронетанкового управління РСЧА.
З квітня 1942 року — начальник штабу, а з 8 по 14 вересня 1942 року — командир 8-го танкового корпусу (Брянський фронт). Генерал-майор танкових військ (3.05.1942).
З 14 вересня 1942 року й до кінця війни — командир 1-го танкового корпусу.
У складі 5-ї танкової, 49-ї, 11-ї гвардійської, 43-ї, 2-ї гвардійської, 51-ї, 5-ї гвардійської та 5-ї армій на Південно-Західному, Західному, Прибалтійському, 1-му та 2-му Прибалтійських і 3-му Білоруському фронтах частини корпусу під командуванням генерала В. В. Буткова брали участь в Сталінградській битві, Середньодонській, Ржевсько-Вяземській (1943) операціях, боях на Курській дузі, в Чернігівсько-Прип'ятській і Брянській наступальних операціях, визволенні Білорусі та Прибалтики. Генерал-лейтенант танкових військ (7.06.1943).

### Повоєнні роки
З липня 1945 року — командувач бронетанковими військами Особливого військового округу (Кеніґсберг).
У зв'язку з ліквідацією округу, в березні 1946 року призначений командувачем бронетанковими і механізованими військами 11-ї гвардійської армії Прибалтійського ВО.
У червні-вересні 1946 року — командувач бронетанковими військами Північно-Кавказького ВО.
У вересні 1946 — травні 1950 років — командувач бронетанковими військами Московського ВО.
З травня 1950 по жовтень 1953 років — командувач 3-тю гвардійською механізованою армією.
У 1954 році закінчив Вищі академічні курси при Вищій військовій академії імені К. Є. Ворошилова.
З вересня 1954 року — генерал-інспектор Інспекції танкових військ Головної інспекції МО СРСР, а з червня 1955 — 1-й заступник командувача військами Московського ВО.
З січня 1958 року — старший військовий радник командувача військами військового округу в Чехословацькій Народній армії.
З січня 1959 року — представник Головнокомандувача Об'єднаними Збройними силами держав — учасниць Варшавського Договору в Чехословацькій Народній армії.
У квітні 1961 року генерал-полковник танкових військ В. В. Бутков вийшов у запас.
Помер 24 червня 1981 року в Москві. Похований на Кунцевському цвинтарі.

## Нагороди
Указом Президії Верховної Ради СРСР від 19 квітня 1945 року за вміле керівництво з'єднаннями та виявлені при цьому особисту мужність і героїзм генерал-лейтенанту танкових військ Буткову Василю Васильовичу присвоєне звання Героя Радянського Союзу з врученням ордена Леніна й медалі «Золота Зірка» (№ 7190).
Нагороджений трьома орденами Леніна, чотирма орденами Червоного Прапора, двома орденами Суворова 2-го ступеня, двома орденами Червоної Зірки, медалями, а також іноземними нагородами.

## Пам'ять
В місті Калінінград ім'ям В. В. Буткова названо вулицю та школу-ліцей № 35.
В місті Нижня Тура Свердловської області на меморіалі викарбуване його ім'я.